# Novi Mihaljevci
Novi Mihaljevci är en ort i Kroatien.   Den ligger i länet Slavonien, i den östra delen av landet, 140 km öster om huvudstaden Zagreb. Novi Mihaljevci ligger 174 meter över havet och antalet invånare är 291.
Terrängen runt Novi Mihaljevci är varierad. Runt Novi Mihaljevci är det ganska glesbefolkat, med 35 invånare per kvadratkilometer. Närmaste större samhälle är Požega, 5,6 km söder om Novi Mihaljevci. Trakten runt Novi Mihaljevci består till största delen av jordbruksmark.